# Corgatha crassilineata
Corgatha crassilineata är en fjärilsart som beskrevs av M.Gaede 1916. Corgatha crassilineata ingår i släktet Corgatha och familjen nattflyn. Inga underarter finns listade i Catalogue of Life.